# Ǵ
Ǵ (en minúscula ǵ), es una variante de la letra G del alfabeto latino con acento agudo que sirve para representar la letra pastún geh ( ږ), la letra macedonia gje Ѓ, la letra  cirílica Ғ del idioma karakalpako (/ʁ/) y también forma parte de la romanización Yale del Cantonés en el dígrafo nǵ y el trígrafo nǵh.
Esta letra también se utiliza para transcribir la letra djerv Ꙉ del antiguo eslavo eclesiástico.
El alfabeto reformado de 2019 para el uzbeko también contiene esta letra. Actualmente está representado como Gʻ.
En kazajo, se sugirió usarlo para reemplazar el cirílico Ғ, pero en la propuesta de alfabeto latino de 2019 fue reemplazada por Ğ.

## Código de computación
| Carácter      | Ǵ                                 | Ǵ                                 | ǵ                               | ǵ                               |
| ------------- | --------------------------------- | --------------------------------- | ------------------------------- | ------------------------------- |
| Unicode       | LATIN CAPITAL LETTER G WITH ACUTE | LATIN CAPITAL LETTER G WITH ACUTE | LATIN SMALL LETTER G WITH ACUTE | LATIN SMALL LETTER G WITH ACUTE |
| Codificación  | decimal                           | hex                               | decimal                         | hex                             |
| Unicode       | 500                               | U+01F4                            | 501                             | U+01F5                          |
| UTF-8         | 199 180                           | C7 B4                             | 199 181                         | C7 B5                           |
| Ref. numérica | &#500;                            | &#x1F4;                           | &#501;                          | &#x1F5;                         |